# Lena: My 100 Children
Lena: My 100 Children (conocida en España y Latinoamérica como Lena: Fuga desesperada) es una película para televisión biográfica de drama bélico estadounidense de 1987. Fue dirigida por Edwin Sherin y protagonizada por Linda Lavin interpretando a Lena Küchler-Silberman.
La película es una adaptación de Jonathan Rintels y Yabo Yablonski, basadas en los libros de Küchler-Silberman quien recientemente había fallecido.

## Sinopsis
Al final de la Segunda Guerra Mundial, Lena Kuchler llega a un campo de refugiados en busca de su familia, pero no puede localizarlos. En cambio, encuentra a docenas de niños hambrientos que necesitan desesperadamente su ayuda.

## Reparto
- Linda Lavin como Lena Küchler-Silberman
- Torquil Campbell como Harold
- Lenore Harris como Bella
- Cynthia Wilde como Rhea
- George Touliatos como Polonski
- Mairon Bennett
- Geoffrey Boving como David
- Robert Haiat
- Susannah Hoffmann como Maria
- John Evans como Sani
- Sam Malkin como Stefan